# Iglesia Evangélica Alemana

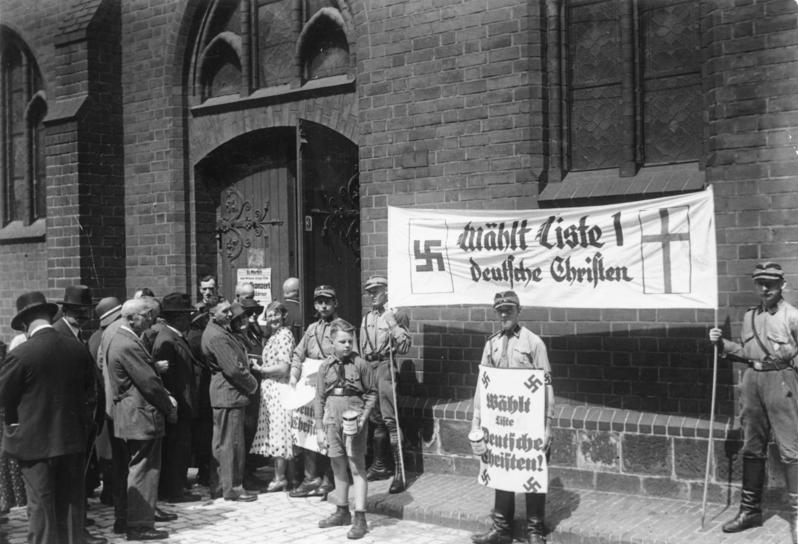
Miembros de las Sturmabteilung sosteniendo propaganda Cristiana Alemana durante las elecciones del Consejo de la Iglesia el 23 de julio de 1933 en la Iglesia de Santa María, Berlín.

La Iglesia Evangélica Alemana (en alemán: Deutsche Evangelische Kirche) fue sucesor de la Confederación de la Iglesia Evangélica Alemana desde 1933 hasta 1945. 
Los Cristianos Alemanes, un grupo de presión antisemita y racista y Kirchenpartei, obtuvieron suficiente poder en los consejos de las iglesias miembros para poder instalar a Ludwig Müller en la oficina del Reichsbischof en las elecciones eclesiásticas de 1933. La Confederación de la Iglesia Evangélica Alemana pasó a llamarse posteriormente Iglesia Evangélica Alemana. En 1934, la Iglesia Evangélica alemana sufrió controversias y luchas internas que dejaron a las iglesias miembros separadas o reorganizadas en diócesis alemanas dirigidas por cristianos de lo que se convertiría en una única Iglesia Reich unificada compatible con la ideología nacionalsocialista para toda la Alemania nazi. 
En 1935, a raíz de las controversias y las luchas de la iglesia, el Ministerio de Asuntos Eclesiásticos eliminó a Ludwig Müller e instaló un comité encabezado por Wilhelm Zoellner para dirigir la confederación. Como resultado, la Iglesia Evangélica Alemana recuperó un apoyo parcial ya que algunas de las iglesias miembros que se fueron se reunieron. En 1936, el comité de Zoellner denunció a los Cristianos Alemanes y se inclinó cada vez más hacia la Iglesia Confesante y sus posiciones. En 1937, los nacionalsocialistas eliminaron el comité Zoellner y reinstalaron a los Cristianos Alemanes en la posición de liderazgo. En 1937-1945, la Iglesia Evangélica Alemana fue controlada por Cristianos Alemanes y el Ministerio. Ya no se consideraba un tema de la Kirchenkampf (lucha de las iglesias) para Adolf Hitler. Se disolvió oficialmente en 1945. Fue sucedido por la Iglesia Evangélica en Alemania en 1948.

## Nombre
También se conoce en inglés como la Iglesia Protestante del Reich (en alemán: Evangelische Reichskirche) y coloquialmente como la Iglesia del Reich (en alemán: Reichskirche) 

## Visión general
En 1933, los Cristianos Alemanes tomaron el liderazgo en algunas iglesias miembros de la Confederación Evangélica Alemana. Se votó y adoptó una nueva designación, y la organización ahora se llamaba Iglesia Evangélica Alemana. En sus primeras etapas, siguió siendo una confederación de iglesias laxa, al igual que su predecesora. Incluía a una gran mayoría de protestantes en lo que ahora era la Alemania nazi, excluyendo a aquellos afiliados a las iglesias libres como la Iglesia Evangélica Luterana Libre. En una votación de 1933 al Reichssynode, los Cristianos Alemanes pudieron elegir a Ludwig Müller, un pastor pro-NSDAP, para el cargo de Reichsbischof ("Obispo del Reich"). El 20 de diciembre de 1933, Müller fusionó las organizaciones juveniles protestantes de la iglesia en las Juventudes Hitlerianas sin consultar a sus líderes ni a ninguna iglesia miembro. Muchos en la Iglesia Evangélica Alemana se resistieron a esta idea y comenzó una discusión. 
Müller trató de silenciarlo introduciendo disciplina y utilizando los poderes del cargo elegido. Sus intentos fracasaron, lo que llevó a Adolf Hitler a reunirse con líderes protestantes el 25 de enero de 1934. Aunque la reunión terminó con las iglesias protestantes que declararon su lealtad al estado, la eliminación de Müller no fue un tema de discusión para Hitler. Después de eso, las iglesias miembros comenzaron a reorganizarse o separarse de la Iglesia Evangélica Alemana. Inicialmente, hubo poca resistencia al intento de introducir elementos de la ideología nacionalsocialista en la doctrina de la iglesia. La mayor parte de la resistencia provino de comunidades confesantes (bekennende Gemeinden) dentro de iglesias "intactas" y "destruidas" y el Pfarrernotbund (Pacto de Emergencia de Pastores) dirigido por el pastor Martin Niemöller. 
Como consecuencia de la reunión de 1934, muchas iglesias miembros se distanciaron de la Iglesia del Reich, cada vez más controlada por los nacionalsocialistas, debido a las controversias relacionadas con su constitución, la nazificación de su teología, liderazgo, incorporación de sus organizaciones juveniles en las Juventudes Hitlerianas, etc. Tales iglesias se volvieron neutrales o siguieron la oposición protestante al nacionalsocialismo que estableció una organización paraguas alternativa propia que se conoció como la Iglesia Confesante. La Iglesia del Reich finalmente terminó siendo una confederación de esas iglesias protestantes alemanas que defendieron una sola doctrina llamada Cristianismo Positivo, que era compatible con el nacionalsocialismo. Aunque su objetivo era convertirse en una iglesia estatal protestante unificada para toda la Alemania nazi, este intento fracasó por completo, ya que la Iglesia Evangélica Alemana se dividió en varios grupos que tenían un estatus legal poco claro entre sí: 
- iglesias con una junta de gobierno alemana dominada por cristianos que las reorganiza en diócesis de la Iglesia del Reich dirigida por Cristianos Alemanes ("diócesis de la Iglesia Evangélica Alemana" [Bistümer der Deutschen Evangelischen Kirche] en uso oficial, o "iglesias destruidas" [zerstörte Kirchen] en el lenguaje de la Iglesia Confesante)
- iglesias con una junta de gobierno sin una mayoría cristiana alemana fusionándolas como miembros de la Iglesia del Reich, pero rechazó a Müller como su líder (las Iglesias de Baviera, Hannover, Westfalia y Württemberg) ("iglesias intactas" [intakte Kirchen] en confesar el lenguaje de la Iglesia)
- La Iglesia Confesante que se veía a sí misma como la verdadera iglesia protestante para toda Alemania, ofreció resistencia a la Iglesia Evangélica Alemana dirigida por Cristianos Alemanes y a sus llamadas diócesis ("iglesias destruidas"), y actuó según los principios de la "Iglesia de 1934 ley de emergencia de Dahlem "que consideraba que la constitución de la Iglesia Evangélica Alemana" se había roto "(la" Iglesia Confesante", Bekennende Kirche)

La influencia de Müller disminuyó después de enfrentamientos más constantes en la Iglesia Evangélica Alemana, lo que provocó la fundación del Ministerio de Asuntos Eclesiásticos dirigido por Hans Kerrl el 16 de julio de 1935. Un decreto emitido por Kerrl en septiembre de 1935, nombró un comité dirigido por Wilhelm Zoellner (Iglesia de Westfalia) para dirigir la Iglesia del Reich en lugar de Müller. Fue recibido positivamente por iglesias intactas e incluso confesando partes de la Iglesia Evangélica Alemana. En 1936, el comité denunció las enseñanzas de la Iglesia alemana de Turingia, controlada por cristianos, y el régimen temía que la Iglesia Confesante obtuviera más apoyo debido a esto. En febrero de 1937, el comité fue removido por los nacionalsocialistas y arrestaron a figuras destacadas de la resistencia protestante como Dietrich Bonhoeffer, Martin Niemöller y otros. En 1939, Müller intentó recuperar su posición en la Iglesia Evangélica Alemana, pero no lo logró. Después de 1937, los nacionalsocialistas no consideraron un problema en la Iglesia Evangélica Alemana en una Kirchenkampf, ya que el Ministerio la controló fuertemente hasta 1945. 
En agosto de 1945, la Iglesia Evangélica Alemana fue disuelta oficialmente por el consejo de la organización paraguas protestante recién fundada llamada Iglesia Evangélica en Alemania. 

## Inicios, Cristianos Alemanes e influencia nacionalsocialista (1933-1934)
Bajo la República de Weimar, el sistema de iglesias estatales desapareció con las monarquías alemanas. En este punto, la unificación de las iglesias protestantes en una sola organización parecía una posibilidad, aunque remota. Desde la unificación, el clero y los administradores eclesiásticos habían discutido una fusión, pero nunca se había materializado debido a la fuerte confianza y tradiciones regionales, así como a la fragmentación denominacional de las iglesias luteranas, calvinistas y unidas. En 1920, las iglesias protestantes suizas se unieron en el Schweizerischer Evangelischer Kirchenbund (SEK). Siguiendo su ejemplo, las entonces 28 iglesias protestantes alemanas definidas territorialmente fundaron el Deutscher Evangelischer Kirchenbund (DEK) en 1922. Esto no fue una fusión en una sola iglesia sino una federación laxa de independientes. 
La fundación de la Iglesia Evangélica Alemana fue el resultado del trabajo del Kirchenpartei de los Cristianos Alemanes que habían obtenido una gran mayoría en las elecciones eclesiásticas de 1933. En septiembre de 1934, la fusión finalmente fracasó cuando los sínodos de dos de las 28 iglesias, la Iglesia Evangélica Luterana en Baviera a la derecha del río Rin, la porción de Baviera que forma el Estado Libre de hoy (sin el Palatinado a la izquierda del Rin), y la Iglesia Evangélica del Estado en Württemberg, se negó a disolver sus cuerpos eclesiásticos como entidades independientes, y el tribunal Landgericht I con sede en Berlín restauró el cuerpo eclesiástico más grande, que para entonces ya había fusionado la Unión de Iglesias Evangélicas de la de la antigua Prusia en noviembre. mismo año, reanudando así la independencia. En consecuencia, la Iglesia Evangélica Alemana, creada como una fusión, continuó existiendo como un simple paraguas. 

## Controversias, luchas internas y conflictos con la Iglesia Confesante (1934-1937)
Algunos funcionarios protestantes y laicos se opusieron a la unificación. Muchos más estuvieron de acuerdo pero lo quisieron bajo los principios protestantes, no impuestos por los partisanos nacionalsocialistas. La oposición protestante se había organizado primero entre los pastores a través del Pacto de Emergencia de Pastores y luego — incluidos los laicos — convirtió en reuniones de base que establecieron sínodos independientes en enero de 1934. En el primer Sínodo de Confesión del Reich (erste Reichsbekenntnissynode) celebrado en Wuppertal-Barmen entre el 29 y el 31 de mayo de 1934, se autodenominó Iglesia de la Confesión. 
El 16 de julio de 1935, Hanns Kerrl fue nombrado Reichsminister para Asuntos Eclesiásticos, un departamento recién creado. Comenzó las negociaciones para encontrar un compromiso y dejó caer a los Cristianos Alemanes extremistas, tratando de ganar cristianos confesos moderados y neutrales respetados. El 24 de septiembre de 1935, una nueva ley autorizó a Kerrl a legislar mediante ordenanzas dentro de la Iglesia Evangélica Alemana, eludiendo cualquier autonomía sinodal.
Kerrl logró ganar al muy respetado Wilhelm Zoellner (luterano, hasta 1931, superintendente general de la antigua provincia eclesiástica prusiana de Westfalia) para formar el Comité Eclesiástico del Reich (Reichskirchenausschuss, RKA) el 3 de octubre de 1935, combinando los grupos neutrales y moderados. para reconciliar los partidos de la iglesia en disputa. La Iglesia Evangélica alemana oficial se subordinó a la nueva burocracia, y Müller perdió el poder, pero aún retuvo los títulos ahora sin sentido de Obispo del Reich alemán y Obispo del antiguo Estado prusiano. 
En noviembre, Kerrl decretó que las instituciones paralelas de la Iglesia Confesante debían ser disueltas, un movimiento que fue protestado e ignorado por los líderes de la Iglesia Confesante. El 19 de diciembre, Kerrl emitió un decreto que prohibía todo tipo de actividades de la Iglesia Confesante, a saber, nombramientos de pastores, educación, exámenes, ordenaciones, visitas eclesiásticas, anuncios y declaraciones desde el púlpito, estructuras financieras separadas y convocando Sínodos de Confesión; Además, el decreto estableció comités eclesiásticos provinciales. Por lo tanto, los consejos de hermanos tuvieron que esconderse, y Kerrl acuñó con éxito la Iglesia Confesante. 
La Gestapo aumentó su represión, socavando la disposición a compromisos entre la Iglesia Confesante. Zoellner concluyó que esto hizo imposible su trabajo de reconciliación y criticó las actividades de la Gestapo. Renunció el 2 de febrero de 1937, paralizando el Comité Eclesiástico que perdió todo reconocimiento entre la oposición. Kerrl ahora sometió la cancillería de Müller de la Iglesia Evangélica Alemana directamente a su ministerio y los comités eclesiásticos nacionales, provinciales y estatales se disolvieron poco después.

## Adquisición de los Cristianos Alemanes hasta la disolución (1937-1945)
Aunque la iglesia fue inicialmente apoyada por el régimen, los nacionalsocialista finalmente perdieron interés en el experimento después de que no pudo suplantar o absorber las iglesias protestantes tradicionales. Después de 1937, las relaciones entre la Iglesia del Reich y el gobierno estatal comenzaron a agriarse. 
El 19 de noviembre de 1938, según se informa en el Ludington Daily News, YHWH se le ordenó ser borrado de las iglesias protestantes dentro de la Unión de Iglesias Evangélicas de la antigua Prusia por Friedrich Werner, el presidente de su Comité Ejecutivo (Consejo de la Iglesia Suprema Evangélica; EOK). Su orden decía que el nombre del 'Dios de Israel' (que tiene connotaciones judaicas contemporáneas) debe ser borrado donde sea que se muestre en las iglesias protestantes. 
El 1 de septiembre de 1939, Kerrl decretó la separación del gobierno eclesiástico y administrativo dentro de la Iglesia Evangélica oficial. El Cristiano Alemán Friedrich Werner, presidente de EOK, se ganó a August Marahrens, obispo estatal de la Iglesia "intacta" de Hanover, y los teólogos Walther Schultz, un Cristiano Alemán, y Friedrich Hymmen, vicepresidente del Consejo Supremo de la Iglesia Evangélica de la antigua Prusia, para formar un Consejo Eclesiástico de Confianza (Geistlicher Vertrauensrat). Este concilio ejerció el liderazgo eclesiástico para la iglesia desde principios de 1940 y después.
El 22 de diciembre de 1941, la Iglesia Evangélica Alemana pidió acciones adecuadas por parte de todas las iglesias protestantes para retener a los no arios bautizados de todas las esferas de la vida de la iglesia protestante. Muchas congregaciones alemanas dominadas por cristianos siguieron su ejemplo. El ejecutivo de la Iglesia Confesante junto con la conferencia de los consejos estatales de hermanos (que representan a los adherentes de la Iglesia Confesante dentro de las iglesias destruidas) emitieron una declaración de protesta.
Después de la Segunda Guerra Mundial, Theophil Wurm, Landesbischof de Württemberg, invitó a representantes de los cuerpos eclesiásticos protestantes regionales alemanes sobrevivientes a Treysa para el 31 de agosto de 1945. En cuanto a la cooperación entre las iglesias protestantes en Alemania, prevalecieron fuertes resentimientos, especialmente entre los cuerpos de las iglesias luteranas de Baviera, a la derecha del río Rin, el Estado de Hamburgo, Hannover, Mecklemburgo, Sajonia y Turingia, contra cualquier unificación después de las experiencias durante Gobierno nacionalsocialista. Se decidió reemplazar la antigua Confederación Alemana de Iglesias Protestantes con la nueva Iglesia Evangélica paraguas en Alemania, dirigida provisionalmente por el Consejo de la Iglesia Evangélica en Alemania, un nombre prestado de la organización del consejo de hermanos del Reich. 

## Reichsbischöfe(Obispo del Reich)
- Friedrich von Bodelschwingh (1933)
- Ludwig Müller (1933-1945)